# Barátok közt (20. évad)
A Barátok közt 20. évadát 2017. július 17-étől 2018. július 13-ig vetítette az RTL Klub. Ebben az évadban többször is új főcímet kapott a sorozat. 

## Az évad szereplői
- Asztalos Kristóf (Hajnal János) (2018. októberig)
- Asztalos Sári (Kovács Dézi) (2018. október)
- Bartha Krisztián (Seprenyi László)
- Bartha Zsolt (Rékasi Károly)
- Bencsik Márk (Babicsek Bernát) (2018. július)
- Berényi Attila (Domokos László)
- Berényi Ágnes (Gubík Ági)
- Berényi Balázs (Aradi Balázs) (2018. januártól)
- Berényi Bandi (Bereczki Gergő)
- Berényi Claudia (Ábrahám Edit) (2018. május–június, október)
- Berényi Júlia (Mérai Katalin)
- Berényi Miklós (Szőke Zoltán)
- Berényi Timi (Pásztor Virág) (2018. áprilistól)
- Bokros Ádám (Solti Ádám)
- Csurgó István (Kiss Zoltán) (2018. november)
- Dr. Balogh Nóra (Varga Izabella)
- Dr. Ferenczy Orsolya (Lóránt Kriszta) (2018. július)
- Dr. Mórocz Emília (Sztárek Andrea) (2018. januárig)
- Dr. Petrik Gedeon (Gáspár András)
- Egresi Tóni (Dósa Mátyás) (2018. október)
- Fekete Alíz (Nagy Alexandra)
- Fekete Luca (Koller Virág)
- Fekete Tünde (Simorjay Emese) (2018. július)
- Gál Irma (Borbáth Ottília) (2018. januárig, 2018. július)
- Harmath Gergő (Pesák Ádám) (2018. júniustól)
- Harmath Szonja (Bátyai Éva) (2018. májustól)
- Hegedűs Ilona (Takács Katalin)
- Hoffer József (Körtvélyessy Zsolt) (2018. október)
- Holdas Boldizsár (H. Varga Tamás)
- Holman Hanna (Nyári Diána) (2018. júliusig)
- Illés Máté (Puha Kristóf)
- Illés Péter (Kiss Péter Balázs)
- Kertész Bözsi (Szilágyi Zsuzsa)
- Kertész Vilmos (Várkonyi András)
- Kertész Magdolna (Fodor Zsóka) (2018. október)
- Kőrösi Diána (Magyar Viktória)
- Kővári Natasa (Mezei Léda)
- Laurik Igor (Nagy Sándor) (2018. október)
- Markovics Milán (Venczli Alex) (2018. áprilisig)
- Martinek Hedvig (Ferenczik Anita) (2018. január–április)
- Mayer Ottó (Pribelszki Norbert) (2018. októberig)
- Mátyás Ildikó (Janza Kata) (2018. október)
- Nagy Tóbiás (Józan László) (2018. októberig)
- Nádor Kinga (Som-Balogh Edina) (2018. október)
- Novák Csaba (Kőváry Tamás) (2018. október)
- Novák Gizella (Gyebnár Csekka)
- Novák László (Tihanyi-Tóth Csaba)
- Őry Dávid (Bakos Gergely)
- Pécsi Margó (Antal Olga)
- Scnheider Ludwig (Zubornyák Zoltán) (2018. október)
- Schneider Róbert (Pásztor Tibor) (2018. október)
- Szemes Bertalan (Buch Tibor)
- Szentmihályi Bence (Kis Nolen) (2018. június)
- Szentmihályi Zsófia (Lékai-Kiss Ramóna) (2018. június)
- Szilágyi Andrea (Deutsch Anita) (2018. április)
- Szilágyi (Novák) Éva (Csapó Virág) (2018. augusztus-szeptember)
- Szilágyi Oszkár (Gombos Krisztián) (2018. novembertől)
- Temesvári Noémi (Csifó Dorina) (2018. július)
- Tóth Gábor (Tóth András)
- Urbán Armand (Lugosi György)
- Váradi Janka (Mihályi Réka) (2018. augusztustól)
- Veintraub Gigi (Görgényi Fruzsina)
- Vida Rudi (Csórics Balázs) (2018. júliusig, október)

## Az évad befejező része
- Alíz bejelenti Krisztiánnak, hogy terhes.
- Oszkár fertőzése komolyra fordul.
- Miklós döbbenetes felfedezést tesz egy venezuelai tó partján.